# Морозова Валентина Степанівна
Валентина Степанівна Морозова (нар. 12 квітня 1938, село Коларівка, тепер село Болгарка Приморського району Запорізької області) — українська радянська діячка, голова колгоспу імені XX з'їзду КПРС Якимівського району Запорізької області. Депутат Верховної Ради УРСР 11-го скликання.

## Біографія
З 1959 року — бригадир рільничої бригади, агроном відділка, бригадир радгоспу «Переможець» Якимівського району Запорізької області, робітниця Мелітопольського консервного заводу Запорізької області.
Член КПРС з 1969 року.
Освіта вища. Закінчила Херсонський сільськогосподарський інститут імені Цюрупи. 
З 1972 року — начальник цеху рослинництва колгоспу імені Калініна Якимівського району Запорізької області.
З 1978 року — голова колгоспу імені XX з'їзду КПРС Якимівського району Запорізької області.
Потім — директор Якимівської державної сортодослідної станції, керівник Товариства з обмеженою відповідальністю «Орхідея». Член Аграрної партії України.
Потім — на пенсії в селищі Якимівка Якимівського району Запорізької області.

## Нагороди
- ордени
- медалі